# La vita di un onest'uomo
La vita di un onest'uomo (La vie d'un honnête homme) è un film del 1953 diretto da Sacha Guitry.